# Langenstraße 69 (Stralsund)
Das Haus Langenstraße 69 in Stralsund ist ein denkmalgeschütztes Bauwerk in der Langenstraße, auch die Reste der einst auf dem Hof stehenden Stralsunder Synagoge stehen unter Denkmalschutz. 

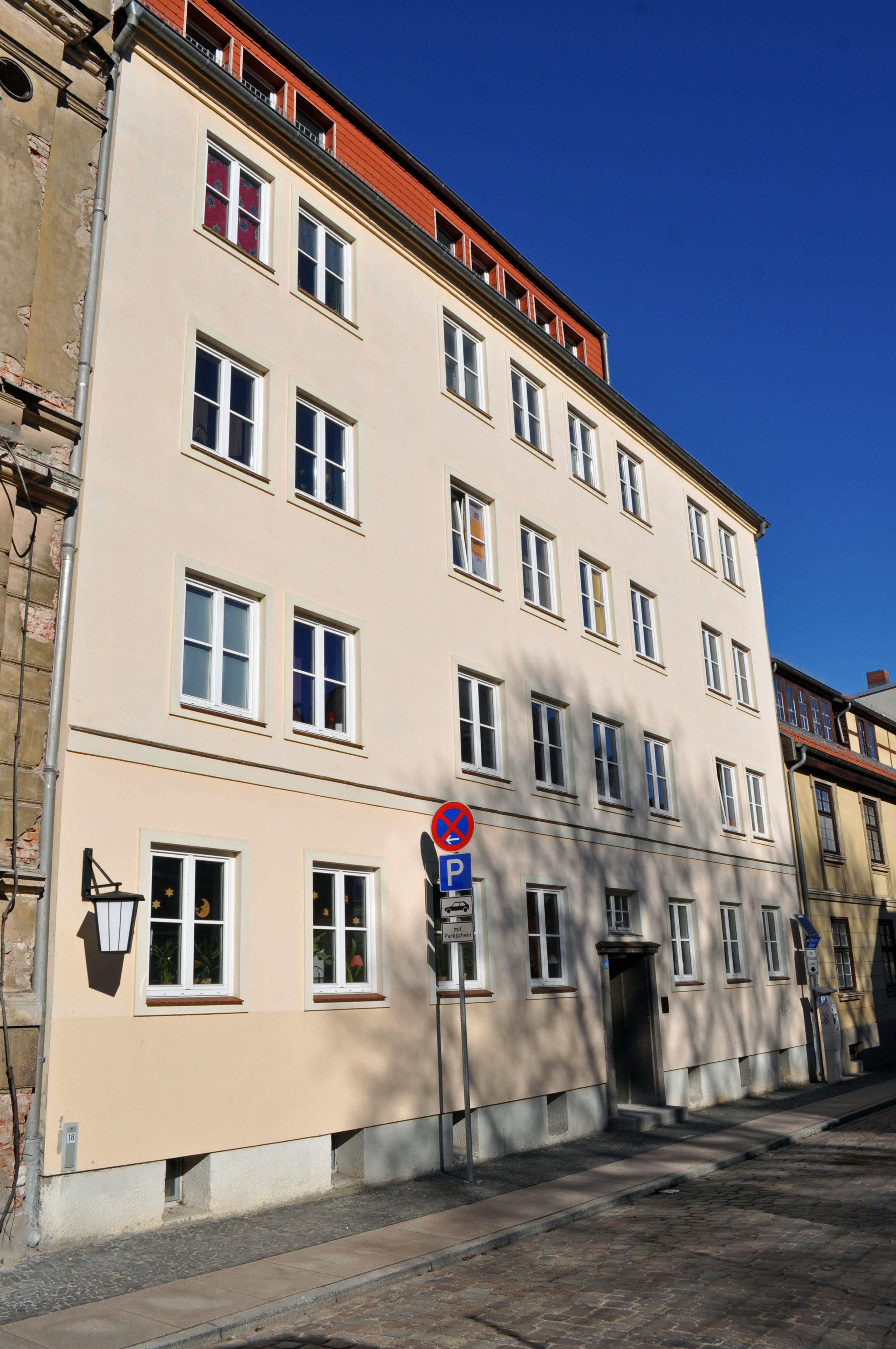
Haus Langenstraße 69 (2012)

Das Haus wurde im Jahr 1952 als viergeschossiger Putzbau errichtet.
Im Hof des Hauses stand von 1786 bis zu ihrer Zerstörung 1944 die Stralsunder Synagoge; die Fundamente sind erhalten, die Denkmalschutzliste weist diese als Denkmal aus.
Eine Gedenktafel an der Straßenfassade erinnert an die Zerstörung der Synagoge.
Das Haus und die Reste der Synagoge im Kerngebiet des von der UNESCO als Weltkulturerbe anerkannten Stadtgebietes des Kulturgutes „Historische Altstädte Stralsund und Wismar“ sind in die Liste der Baudenkmale in Stralsund eingetragen.